# جنی سیگروو
جنی سیگروو (به انگلیسی: Jenny Seagrove) (زادهٔ ۴ ژوئیه ۱۹۵۷) بازیگر انگلیسی است.
از فیلم‌های معروف او می‌توان به بازی در فیلم گاردین، جزایر وحشی، گروه کر عدم تأیید و نامزد اشاره کرد.